# Saint-Jean-de-Laur
Saint-Jean-de-Laur är en kommun i departementet Lot i regionen Occitanien i södra Frankrike. Kommunen ligger i kantonen Cajarc som tillhör arrondissementet Figeac. År 2022 hade Saint-Jean-de-Laur 247 invånare.

## Befolkningsutveckling
Antalet invånare i kommunen Saint-Jean-de-Laur
| Referens: INSEE |